# 키미지마 아사야
키미지마 아사야(1987년 9월 8일 ~ )는 일본의 배우로, 스타더스트 프로모션 소속이다.

## 출연작

### TV 드라마
- 2010년 ~ 2011년 가면라이더 오즈 - 고토 신타로 / 가면라이더 버스, 프로토 버스 역

## 영화
- 가면라이더X가면라이더 오즈&더블 feat.스컬 MOVIE 대전 CORE - 고토 신타로 / 가면라이더 버스 역
- 가면라이더X가면라이더 포제&오즈 MOVIE 대전 MEGAMAX - 고토 신타로 / 가면라이더 버스 역
- 극장판 가면라이더 오즈 WONDERFUL 장군과 21개의 코어 메달 - 고토 신타로 / 가면라이더 버스 역
- 가면라이더 오즈 10th 부활의 코어메달 - 고토 신타로 역
- 가면라이더X슈퍼전대 슈퍼 히어로 대전 - 고토 신타로 / 가면라이더 버스 역